# Terminus (mythologie)
Pour les articles homonymes, voir Terminus.

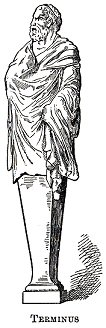
Source : W.C. Morey, Outlines of Roman History, New York - Chicago, 1901.

Terminus (en latin « la borne ») ou Terme est une divinité romaine qui est le gardien des bornes. Il est parfois assimilé à Jupiter sous le nom de Jupiter Terminus. Il fut d'abord représenté sous la figure d'une grosse pierre quadrangulaire ou d'une souche puis, plus tard, on lui donna une tête humaine placée sur une borne pyramidale (un terme) qui servait de limite aux particuliers ou à l'État. Il était toujours sans bras et sans pieds, afin qu'il ne pût changer de place.
Dans la mythologie grecque, un rôle similaire est assuré par Hermès, gardien des routes et des carrefours.

## Culte

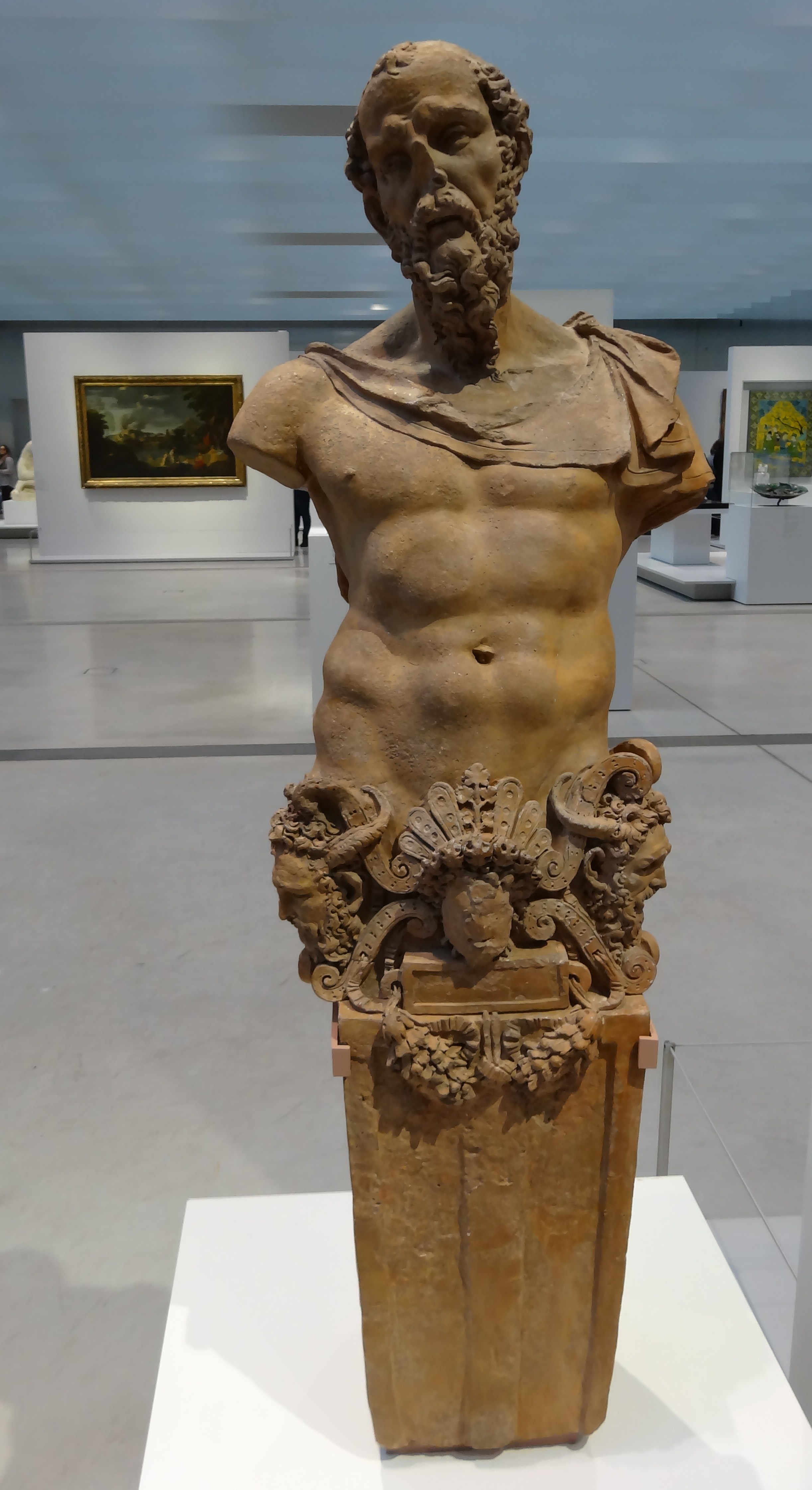
Terme à figure d'homme barbu, exposé dans La Galerie du temps au Louvre-Lens.

Le culte de cette divinité a été établi par Numa Pompilius, après la répartition des terres entre les citoyens. Son temple s'élevait sur la roche Tarpéienne. Par la suite, Tarquin le Superbe voulant bâtir le temple de Jupiter capitolin, il fallut déranger les statues et une légende veut que seul le dieu Terminus restât dans le temple. Une stèle est ainsi présente dans le temple Jupiter Optimus Maximus sous une ouverture car ce dieu ne voulait pas de toit au-dessus de lui.
La raison de cette ouverture dans le plafond du temple s'explique par le fait que Terminus a pu également figurer l'axe du monde, qui établit le lien entre terre et ciel. 
Il était fêté aux Terminalia  du 23 février, marquant la fin de l'année romaine ancienne. Les propriétaires ruraux offraient des libations, des parfums et des offrandes végétales et même animales. C'était une fête joyeuse en l'honneur de ce dieu garant de paix et de concorde entre les voisins. À l'époque, les bornes pour délimiter les champs étaient sacrées et une malédiction devait s'abattre sur quiconque déterrait une borne. Ovide évoque un sacrifice en l'honneur de Terminus à la sixième borne milliaire (environ 9 km) sur la via Laurentina dans ses Fastes.

## Interprétations
Pour Felice Vinci et Arduino Maiuri, Terminus serait le pendant originel dans le monde romain du dieu grec Hermès : sa dimension originelle liée au feu se serait progressivement estompée au fil des siècles, comme cela s'est produit pour Hermès.

## Œuvres
Le musée du Louvre possède Terme à figure d'homme barbu (RF 2396) dans son département des Sculptures. L'œuvre est haute de 115 centimètres, large de 39 centimètres et profonde de 30 centimètres et est exposée au Louvre-Lens en 2014 dans La Galerie du temps,.